# 佩恩-斯溫鎮區 (阿肯色州克萊縣)
佩恩-斯溫鎮區（英語：Payne-Swain Township）是位於美國阿肯色州克萊縣的一個行政鎮區。

## 地方資料
佩恩-斯溫鎮區的面積為92.66平方千米，當中陸地面積為92.44平方千米，而水域面積為0.22平方千米。根據2010年美國人口普查的數據，當地共有人口339人，而人口密度為每平方千米3.66人。